# Рототом
Рототом — ударный инструмент, представляющий собой мембрану на металлическом обруче. В отличие от остальных барабанов, у них есть определённая высота звука, и некоторые композиторы используют их в качестве мелодического инструмента. Они могут быть использованы для расширения ударной установки.
Рототомы впервые были представлены на шоу NAMM 1968 года компанией Remo.
По рототомам играют обычными барабанными палочками. Рототомы могут быстро настраиваться вращением обруча: вращение изменяет натяжение мембраны и, соответственно, высоту звука.